# Lacerna eatoni
Lacerna eatoni is een mosdiertjessoort uit de familie van de Lacernidae. De wetenschappelijke naam van de soort is voor het eerst geldig gepubliceerd in 1876 door Busk.